# Маркіз Валенський
Маркі́з Вале́нський (порт. Marquês de Valença) — португальський шляхетний титул. Створений 1451 року. Назва походить від міста Валенса. Найстаріший з маркізьких титулів країни.

## Герби

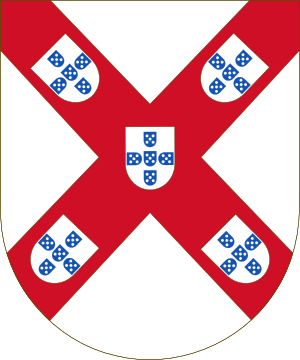
Браганси

## Маркізи
- 1451—1460: Афонсу Оренський